# Serhii Petrenko
Serhii Petrenko (n. 1 octombrie 1955, Odesa, RSS Ucraineană, URSS) este un canoist ce a reprezentat Uniunea Republicilor Sovietice Socialiste, medaliat olimpic. A participat la 2 ediții ale Jocurilor Olimpice (1976, 1980) în care a câștigat două medalii de aur.